# Alf Petersson
Alf Petersson   (Helsingborg, 2 de febrer de 1933 - 29 de març de 2024) és un atleta suec, ja retirat, especialista en curses de velocitat, que va competir durant les dècades de 1950 i 1960. Va començar la seva carrera esportiva com a saltador de llargada, per posteriorment centrar-se en els 400 metres.
El 1960 va prendre part en els Jocs Olímpics de Roma, on disputà dues proves del programa d'atletisme. En ambdues proves quedà eliminat en sèries.
En el seu palmarès destaca una medalla de bronze en els 4x400 metres del Campionat d'Europa d'atletisme de 1958, formant equip amb Nils Holmberg, Hans Lindgren i Lennart Johnsson. Va ser campió suec dels 400 metres el 1955, 1957, 1958 i 1960.
Va millorar el rècord nacional dels 400 metres el 1958 amb un temps de 47.0". També va millorar en dues ocasions el rècord nacional dels 4x400 metres.

## Millors marques
- 100 metres. 11.0"
- 200 metres. 22.0"
- 400 metres. 47.0" (1958)
- 800 metres. 1'50.6"
- Salt de llargada. 7,31 metres[1][3]